# Wirkungskontrolle Biotopschutz Schweiz
Die Wirkungskontrolle Biotopschutz Schweiz (WBS) ist ein Programm der Schweizerischen Eidgenossenschaft, um Veränderungen in den Biotopen von nationaler Bedeutung zu untersuchen.

## Einleitung
Um wertvolle Lebensräume bedrohter Tier- und Pflanzenarten und die Artenvielfalt zu bewahren, hat die Schweiz seit Beginn der 1990er-Jahre rund 7000 Biotope von nationaler Bedeutung (auch Objekte genannt) ausgewiesen (ca. 2,3 % der Landesfläche). Die Biotope von nationaler Bedeutung stellen einen zentralen Pfeiler des schweizerischen Schutzgebietssystems und der ökologischen Infrastruktur dar. Grundlage für die nationalen Biotope bildet der Artikel 18a des Bundesgesetzes über den Natur- und Heimatschutz (NHG). Zu den Biotopen von nationaler Bedeutung zählen Hoch- und Übergangsmoore (vgl. Bundesinventar der Hoch- und Übergangsmoore von nationaler Bedeutung), Flachmoore (vgl. Bundesinventar der Flachmoore von nationaler Bedeutung), Auengebiete (vgl. Bundesinventar der Auengebiete von nationaler Bedeutung), Amphibienlaichgebiete (vgl. Bundesinventar der Amphibienlaichgebiete von nationaler Bedeutung) sowie Trockenwiesen und -weiden (vgl. Bundesinventar der Trockenwiesen und -weiden von nationaler Bedeutung).
Der Bund bezeichnet nach Anhörung der Kantone die Biotope von nationaler Bedeutung, bestimmt die Lage und legt die Schutzziele fest. Die Umsetzung der Schutzziele ist Aufgabe der Kantone, die geeignete Schutz- und Unterhaltsmassnahmen koordinieren und ausführen. Beispielsweise werden Moore durch Wiederherstellung der hydrologischen Verhältnisse renaturiert und Nutzungsverträge mit Landwirten für eine extensive Bewirtschaftung von Flachmooren sowie von Trockenwiesen und -weiden aufgesetzt.

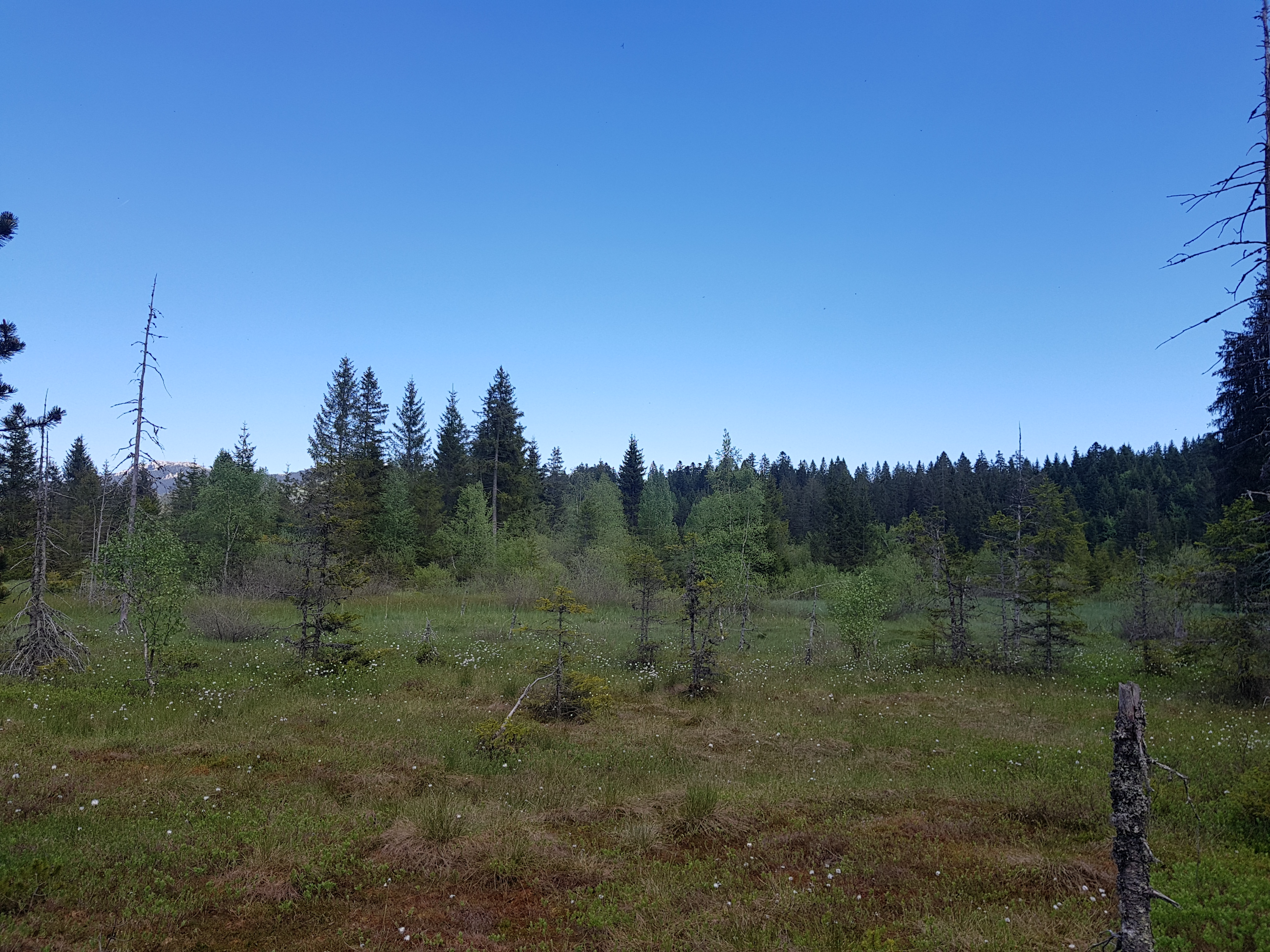
Hochmoor von nationaler Bedeutung im Kanton Waadt, Schweiz.
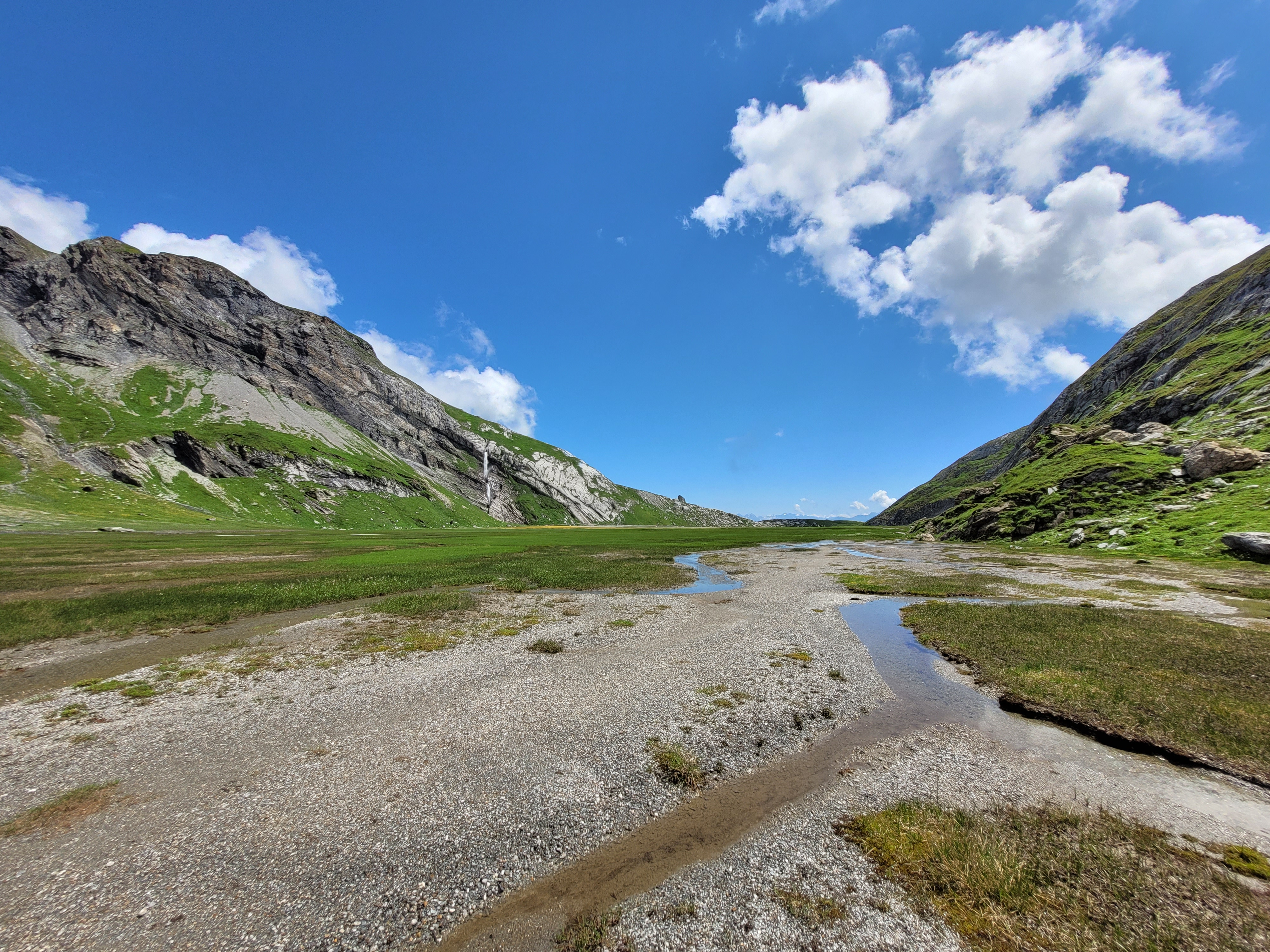
Alpine Schwemmebene von nationaler Bedeutung im Kanton Graubünden, Schweiz.
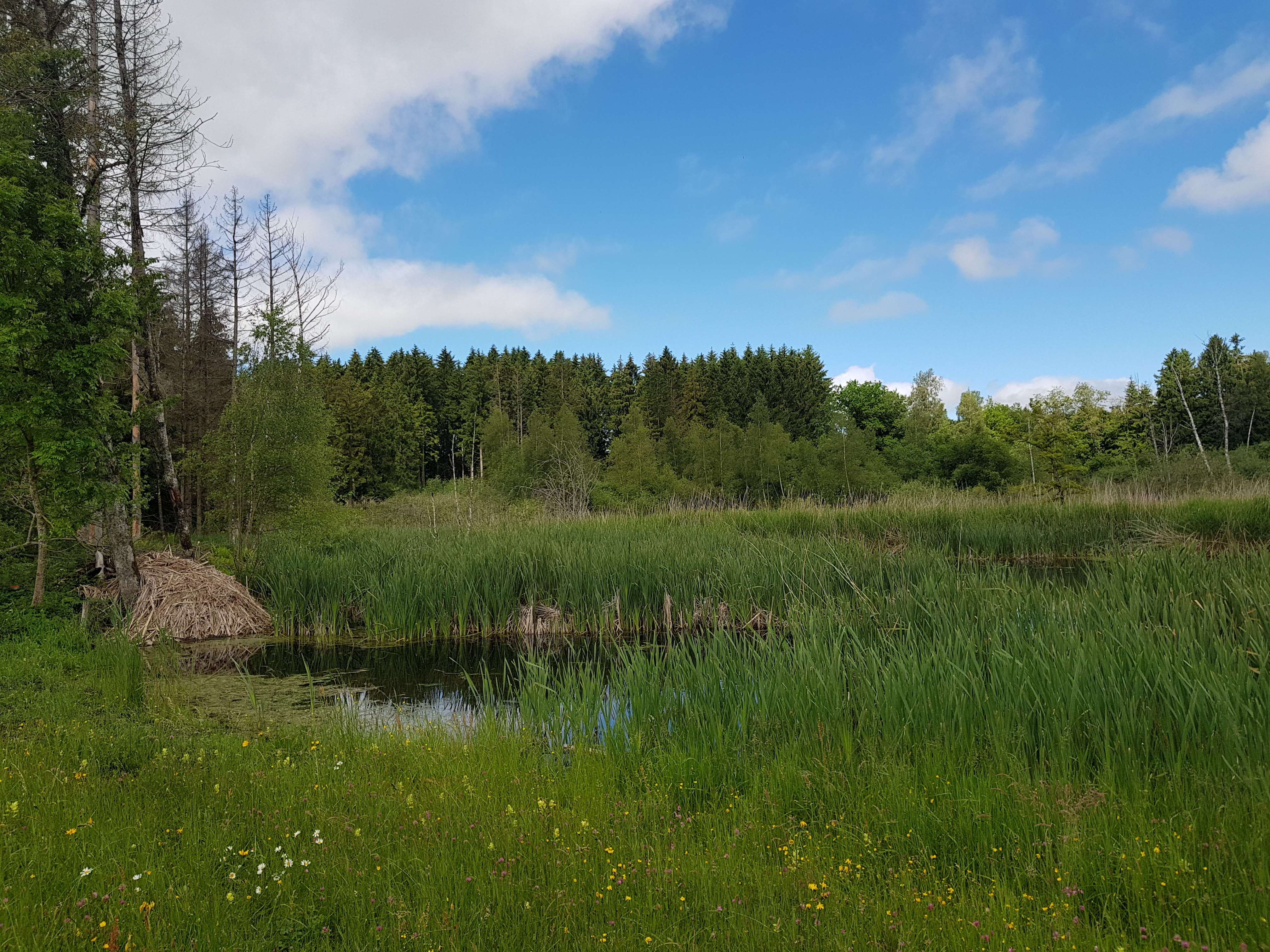
Amphibienlaichgebiet von nationaler Bedeutung im Kanton Waadt, Schweiz.
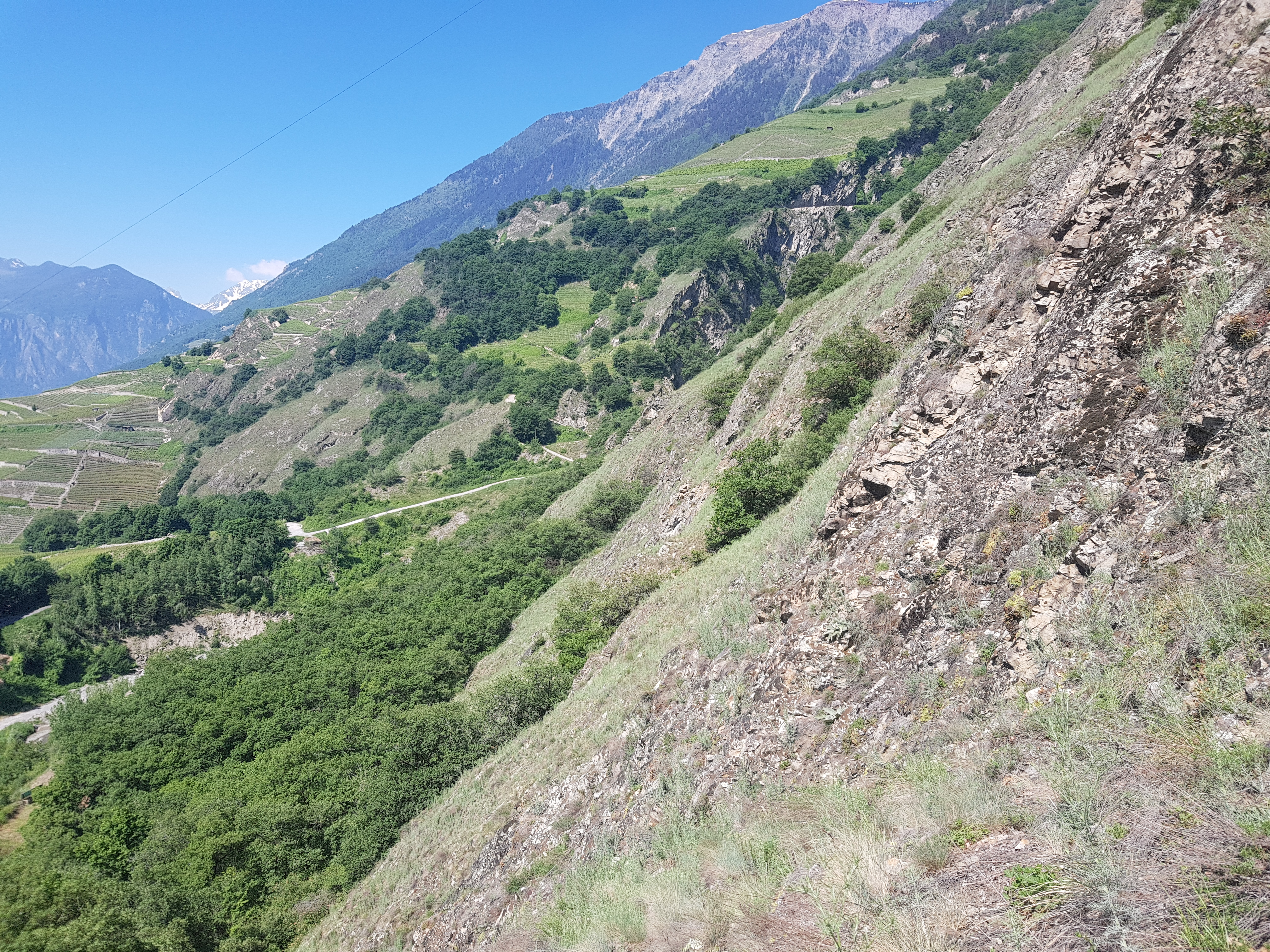
Trockenwiese von nationaler Bedeutung im Kanton Wallis, Schweiz.

## Aufgaben und Ziele
Die Wirkungskontrolle Biotopschutz Schweiz ist ein Programm, das 2011 vom Bundesamt für Umwelt (BAFU) und der Eidgenössischen Forschungsanstalt für Wald, Schnee und Landschaft (WSL) initiiert wurde. Das Programm löste das Vorgängerprojekt «Wirkungskontrolle Moorschutz» ab und wurde auf die weiteren Biotope von nationaler Bedeutung ausgeweitet. Die Wirkungskontrolle Biotopschutz Schweiz ist langfristig angelegt und untersucht mittels Luftbildanalysen sowie floristischen und faunistischen Felderhebungen, ob sich die Biotope von nationaler Bedeutung gemäss ihren Schutzzielen entwickeln und in ihrer Qualität erhalten bleiben. Durch dieses langfristig angelegte Monitoring wird eine kontinuierliche Zeitreihe von standardisiert erhobenen Daten aufgebaut. Veränderungen können auf nationaler Ebene, auf der Ebene von biogeografischen Regionen und auf Objektebene (Biotopebene) analysiert werden. Die Wirkungskontrolle Biotopschutz Schweiz ist somit ein wichtiges Instrument für Bund und Kantone zur Bewertung der Wirksamkeit von durchgeführten Schutzmassnahmen. Während Ergebnisse zu generellen Trends der Biodiversität vom Bundesamt für Umwelt kommuniziert werden, ist es Angelegenheit der Kantone, Massnahmen auf Objektebene zu ergreifen.
Die erhobenen Daten bilden zusammen mit Daten der weiteren nationalen Monitoringprogramme und anderen Umweltinformationen eine wichtige Grundlage für die nationale Biodiversitätspolitik, etwa in der Land- und Forstwirtschaft. Weitere landesweite Programme sind beispielsweise das Biodiversitätsmonitoring Schweiz (BDM), das Monitoring Arten und Lebensräume Landwirtschaft (ALL-EMA), das Schweizerische Landesforstinventar (LFI), die Nationale Beobachtung Oberflächengewässerqualität (NAWA) und die Nationale Bodenbeobachtung (NABO). Ähnliche Programme gibt es auch im Vereinigten Königreich (UK Countryside Survey) und in Teilen Kanadas (Alberta Biodiversity Monitoring).
Die Wirkungskontrolle Biotopschutz Schweiz hat die folgenden Ziele:
- Repräsentative Aussagen zur Entwicklung der Qualität der Biotope von nationaler Bedeutung für die gesamte Schweiz sowie für die biogeografischen Regionen.
- Die Veränderung der Artenvielfalt sowie der abiotischen Bedingungen in den Biotopen von nationaler Bedeutung zu dokumentieren und langfristige Trends aufzuzeigen.
- Landschafts- und Nutzungsveränderungen über Luftbildvergleiche zu erkennen und es mittels eines Früherkennungssystems den nationalen und kantonalen Naturschutzämtern zu ermöglichen, negative Veränderungen zu erkennen und geeignete Massnahmen einzuleiten.

## Methodik
Die Wirkungskontrolle Biotopschutz Schweiz ist in die drei Module Fernerkundung, Vegetation und Amphibienlaichgebiete gegliedert. Bei den Felderhebungen werden detaillierte Daten zur Vegetation (in Trockenwiesen und -weiden, Mooren und Auen) und zu Amphibienvorkommen (in Amphibienlaichgebieten) auf einer Stichprobe der heute knapp 7000 Biotope von nationaler Bedeutung erhoben. Anhand von Luftbildvergleichen werden die Veränderungen sämtlicher Biotope von nationaler Bedeutung analysiert. Ein Erhebungszyklus dauert sechs Jahre. Die Jahresstichproben der Feldaufnahmen umfassen ein zufällig ausgewähltes Sechstel aller Stichprobenobjekte. Bei den Luftbildanalysen werden jeweils diejenigen Objekte interpretiert, für die im Vorjahr vom Bundesamt für Landestopografie (Swisstopo) neue Luftbilder erstellt wurden. Der erste Erhebungszyklus endete 2017 (jener des Amphibienmonitorings bereits 2016), die zweite Phase startete 2018 (Amphibienmonitoring 2017) und endet 2023.

### Modul Fernerkundung

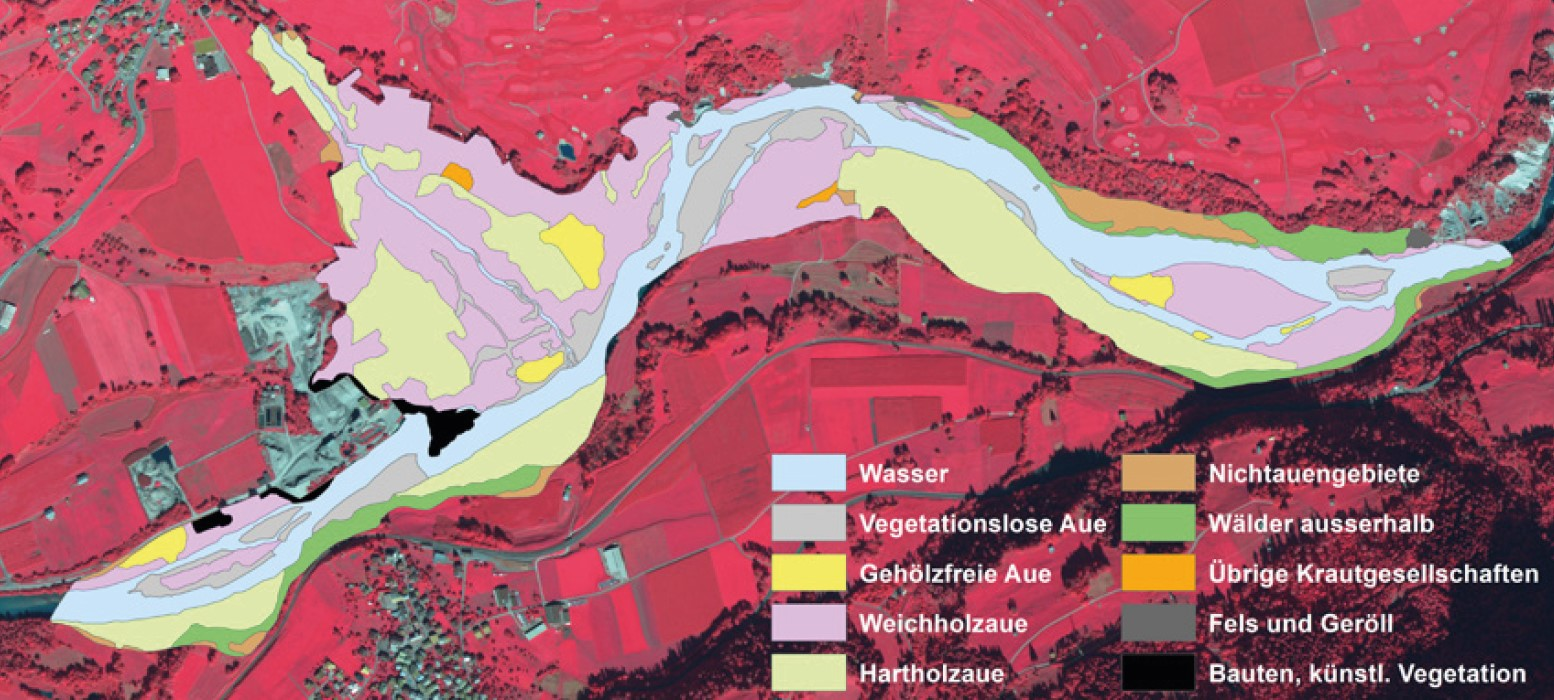
Beispiel der Formationskartierung einer Flussaue von nationaler Bedeutung.

Der Vergleich von Luftbildern, die zu verschiedenen Zeitpunkten aufgenommen wurden, ist ein schneller und kostengünstiger Weg, um Landschaftsveränderungen zu erkennen. Im Modul Fernerkundung werden deshalb in allen rund 7000 Biotopen von nationaler Bedeutung Veränderungen anhand von Luftbildvergleichen untersucht. Dazu werden Farb-Infrarot-Stereo-Luftbildstreifen des Bundesamts für Landestopografie (Swisstopo) mit einer Bodenauflösung von 25 bis 50 cm eingesetzt. Um die Zustände und Veränderungen in den Objekten von nationaler Bedeutung räumlich differenziert auswerten zu können, wurde ein Raster mit einer Maschenweite von 50 m × 50 m über die Objekte gelegt. Innerhalb dieser Rasterzellen werden die prozentuale Bedeckung von Gehölzen, die Art der Gehölze (zum Beispiel Einzelbaum, lineare Gehölzstrukturen, Baumgruppen), die prozentuale Bedeckung durch Offenboden, die prozentuale Bedeckung durch Wasser sowie das Vorkommen von Infrastrukturelementen (Strassen, Gebäude) visuell geschätzt. Diese Rasterinterpretation wird auf Amphibienlaichgebiete, Flachmoore, Hochmoore und Trockenwiesen und -weiden angewendet. Bei Auen von nationaler Bedeutung werden hingegen nicht Raster interpretiert, sondern Habitatklassen wie Wasser, vegetationsfreie Kiesbänke und unterschiedliche Waldtypen erfasst.

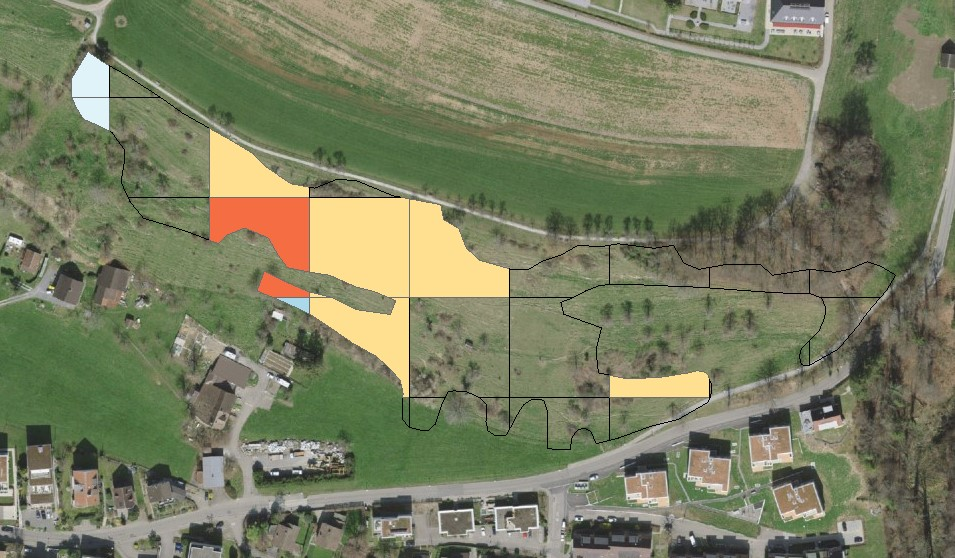
GIS-gestütztes Früherkennungssystem: Trockenwiese von nationaler Bedeutung, bei der Bereiche im Laufe der vergangenen Erhebungsperiode von sechs Jahren verbuscht sind. Rot: Zunahme der Gehölzdeckung 36–50 %, gelb Zunahme 5–20 %, hellblau: Abnahme >5 %.

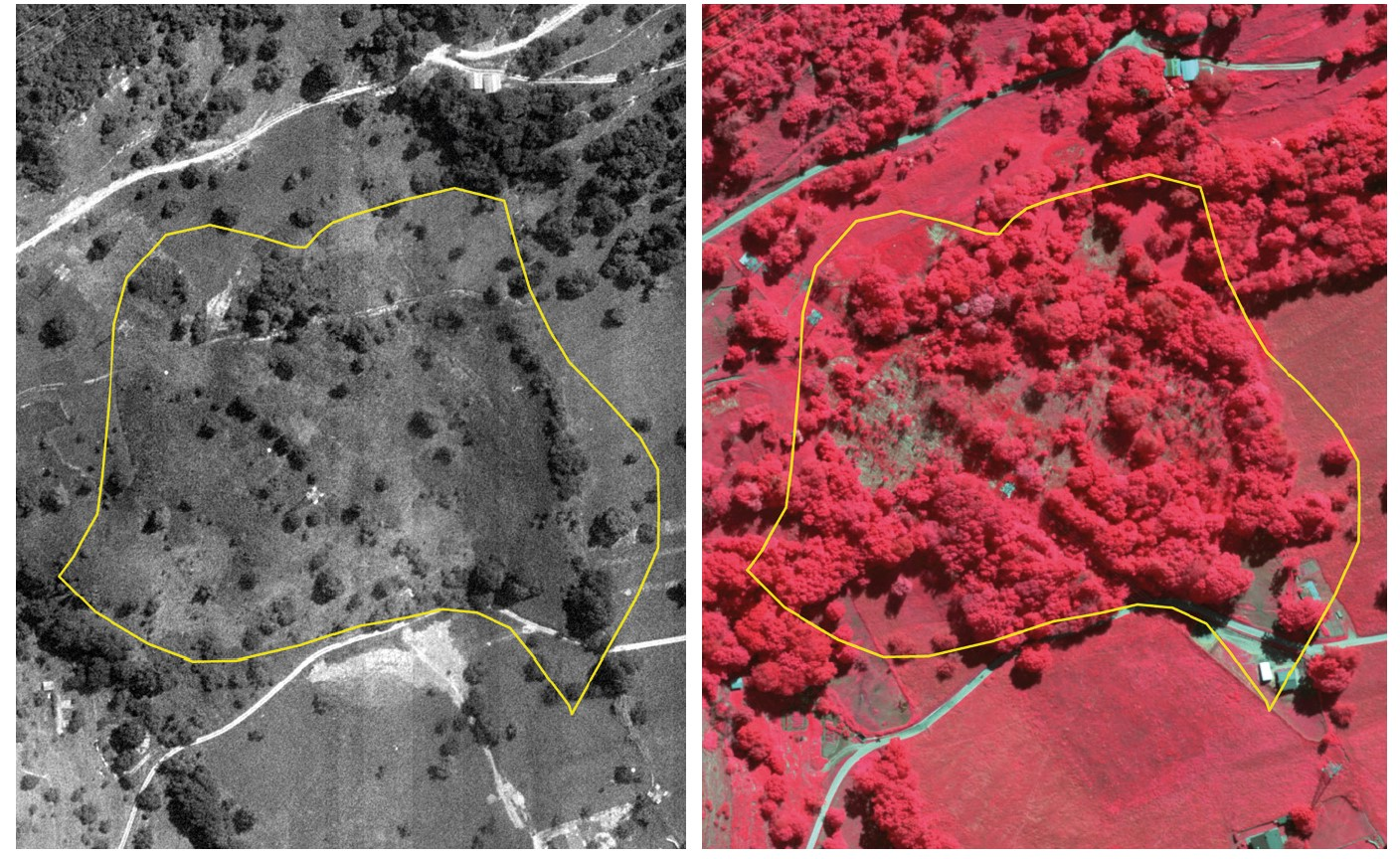
Luftbilvergleich: Flachmoor von nationaler Bedeutung, das seit seiner Inventarisierung zu Beginn der 1990er Jahre (links) stark verbuscht ist (rechts).

Zur Information von Bund und Kantonen wurde zudem ein landesweites Früherkennungssystem implementiert. Es ermöglicht negative Veränderungen frühzeitig zu erkennen, etwa wenn Flächen verbuschen (Nutzungsaufgabe), der Anteil des Offenbodens steigt (Erosion und Übernutzung) oder Infrastrukturelemente in den Biotopen von nationaler Bedeutung gebaut werden. Das GIS-gestützte Instrument visualisiert anhand von Farbcodes den Zustand und die Entwicklung der Gebiete und kann über ein Virtuelles Datenzentrum (VDC) von Bund und Kantonen eingesehen werden. Das Früherkennungssystem ermöglicht es den zuständigen Naturschutzbehörden, unerwünschte Veränderungen systematisch und reproduzierbar zu erkennen, ohne den Zustand jeden Gebietes von nationaler Bedeutung vor Ort untersuchen zu müssen. Dies spart Kosten und Zeit und erlaubt die prioritäre Wiederherstellung der Lebensraumqualität in jenen Gebieten mit einer deutlich negativen Entwicklung.

### Modul Vegetation

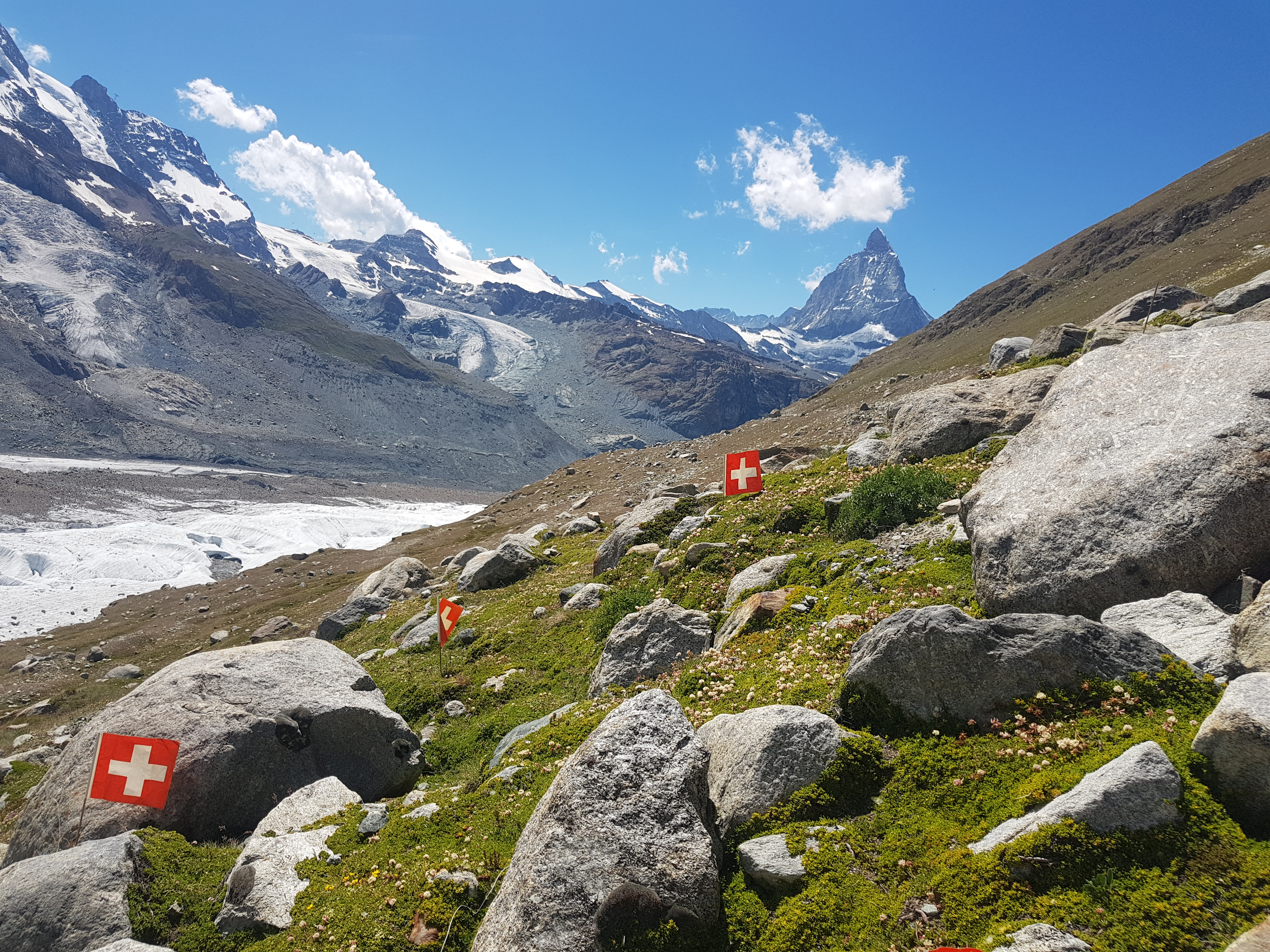
Mit Schweizer Fahnen markierten, 10 m^{2} grosse Dauerbeobachtungsfläche im Kanton Wallis, Schweiz.

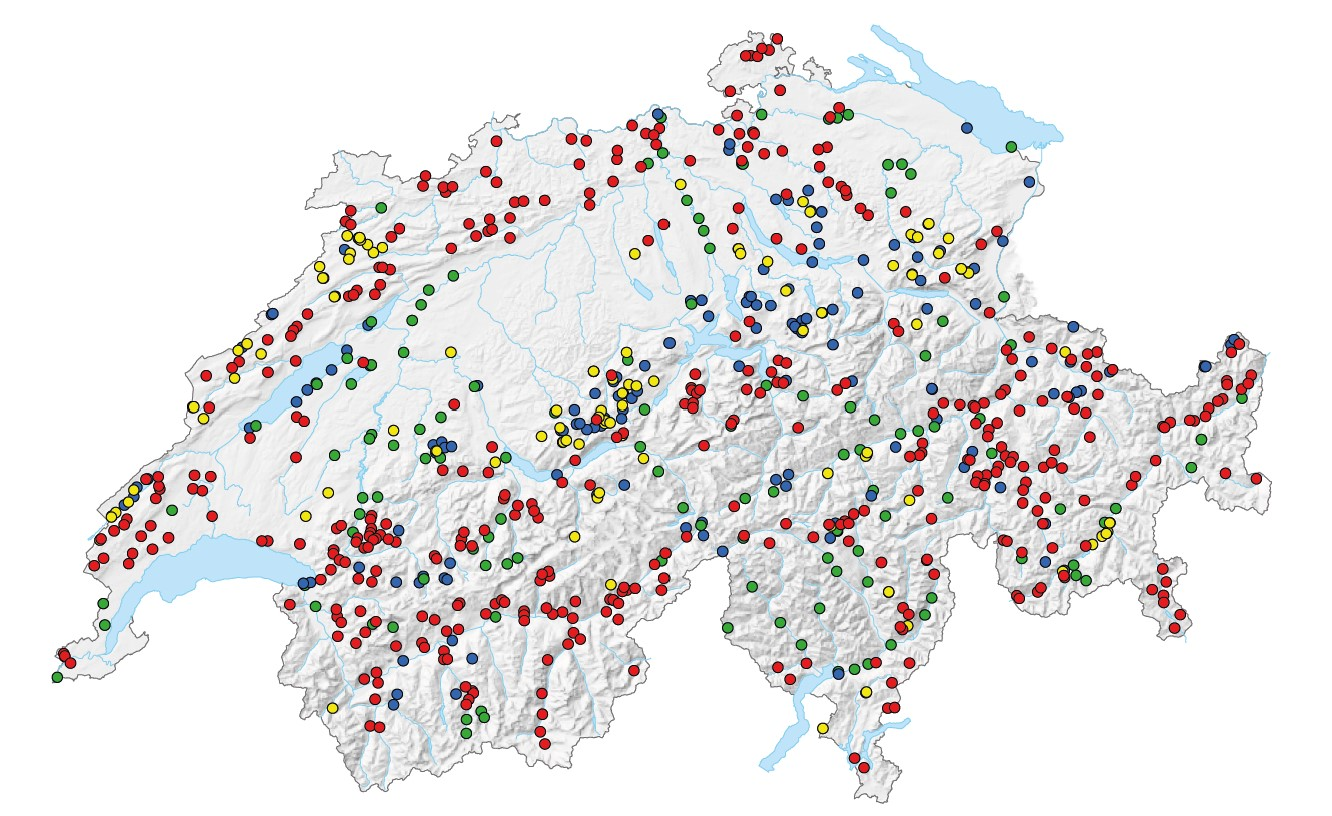
Verteilung der Stichprobenobjekte des Moduls Vegetation in den verschiedenen Biotopen von nationaler Bedeutung in der Schweiz. Blau: Flachmoore; gelb: Hochmoore; rot: Trockenwiesen und -weiden; grün: Auen.

Um eine gleichmässige Verteilung von Vegetationstypen in biogeografischen Regionen und entlang von Höhengradienten zu gewährleisten, wurde eine gewichtete und balancierte Zufallsstichprobe von etwa 800 Biotopen von nationaler Bedeutung ausgewählt. Dabei wurden seltene Vegetationstypen höher gewichtet als häufige. Die Stichprobe umfasst etwa 400 Trockenwiesen und -weiden, 260 Hoch- und Flachmoore und 125 Auen. In diesen Biotopen wurden rund 7000 kreisförmige, 10 m2 grosse Dauerflächen angelegt (1,78 m Radius), entsprechend den Methoden des Biodiversitätsmonitoring Schweiz (BDM) und dem Monitoring Arten und Lebensräume Landwirtschaft (ALL-EMA). Die Auswahl der Dauerflächen erfolgte zufällig, jedoch wurden wiederum Teilobjekte mit seltenen Vegetationstypen höher gewichtet. Dadurch wurde gewährleistet, dass auch seltene Vegetationstypen durch eine genügende Anzahl von Flächen repräsentiert sind. Mittels GPS wurden die Zentren dieser ausgewählten Flächen im Feld lokalisiert und das Zentrum permanent mit einer Boden-Magnetsonde markiert. Dadurch ist die Aufnahme der exakt gleichen Fläche bei Folgeerhebungen gewährleistet. Folgeerhebungen finden im Abstand von sechs Jahren statt. Dabei werden auf den Dauerflächen alle Gefässpflanzen erfasst, in den Mooren zusätzlich die Moose. Darüber hinaus werden in Auen Sträucher und Bäume (ab 50 cm Höhe) in einer zweiten 200 m2 grossen Fläche (konzentrisch zur 10 m2 Dauerfläche) aufgenommen. Die erhobenen Daten werden an die nationalen Daten- und Informationszentren der Schweizer Flora (Info Flora) und der Schweizer Moose (swissbryophytes) weitergeleitet und stehen somit den Kantonen und für viele weitere Anwendungen zur Verfügung, beispielsweise der Revision der Roten Listen.

### Modul Amphibienlaichgebiete

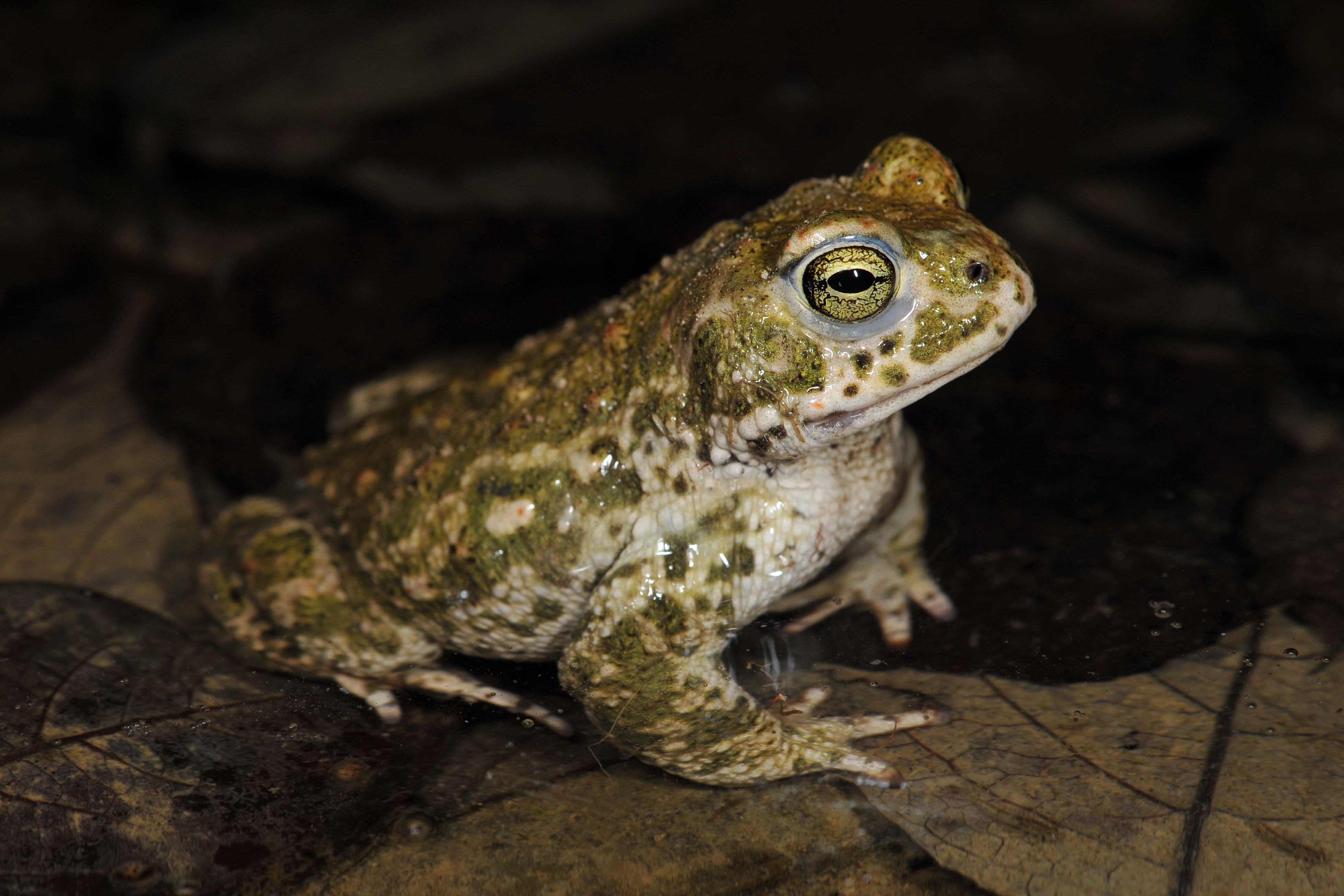
Die in der Schweiz stark gefährdete Kreuzkröte (Epidalea calamita) in einem Amphibienlaichgebiet von nationaler Bedeutung.

Die Amphibien sind eine der am stärksten bedrohten Tiergruppen der Schweiz – 70 Prozent der einheimischen Amphibienarten stehen auf der Roten Liste der Amphibien der Schweiz. Die Erhaltung ihrer Laichgebiete sowie eine Erhöhung der Gewässerdichte in der Landschaft zur besseren Vernetzung der Laichgebiete sind das zentrale Element des Amphibienschutzes. Im Inventar der Amphibienlaichgebiete von nationaler Bedeutung (IANB) der Schweiz stehen 959 Amphibienlaichgebiete (Weiher, Teiche, Auen, Abbaugebiete und andere) mit einer Gesamtfläche von 11.346 ha unter Schutz. Davon sind 835 als „ortsfeste“ Objekte und 94 als Wanderobjekte (in den meisten Fällen Kiesgruben und andere Abbaugebiete) klassifiziert. Es gelten also 7,5 % der 12.671 bekannten Amphibienlaichgebiete der Schweiz als Objekte von nationaler Bedeutung. Die Auswahl dieser Objekte beruht auf einem berechneten Wert, für welchen die Seltenheit der vorkommenden Arten und die Populationsgrössen berücksichtigt wurden. Die ortsfesten Objekte sind über alle Regionen und Höhenlagen der Schweiz verteilt, während die Wanderobjekte vor allem im Schweizer Flachland liegen.
Zur Beurteilung der Gefährdung und der Entwicklung der Populationen wurden im Rahmen der Erhebungen der Roten Liste der Amphibien etwa 300 national wichtige Objekte untersucht. Für die Wirkungskontrolle Biotopschutz Schweiz wurden 124 dieser Objekte übernommen, die Stichprobengrösse jedoch auf 218 ortsfeste Objekte und 40 Wanderobjekte erweitert. Pro Jahr werden 43 Objekte untersucht. Die Feldmethodik folgt jener der Roten Liste der Amphibien. Dabei werden Objekte im Tiefland vier Mal untersucht (je ein Besuch in den Monaten März, April, Mai und Juni). Hochgelegene Objekte werden hingegen nur zwei Mal pro Jahr begangen (je nach Höhenlage in den Monaten April, Mai, Juni oder Juli), weil nur früh laichende Arten zu erwarten sind. Nachts werden alle Lebensstadien der vorkommenden Amphibienarten (Laich, Larven, Juvenile, Adulte, rufende Männchen) gezählt. Zusätzlich wird das Vorkommen von Fischen notiert. Ergänzend werden Umwelt-DNA-Methoden eingesetzt. Besonders hilfreich ist diese Methode, um vier Artengruppen von Wasserfröschen der Gattung Pelophylax zu bestimmen, was anhand morphologischer Merkmale nicht möglich ist: die einheimische Artengruppe (P. lessonae, P. esculentus) und drei Artenkomplexe invasiver Pelophylax-Arten.
Die erhobenen Daten werden in der Datenbank der Koordinationsstelle für Amphibien- & Reptilienschutz Schweiz (info fauna karch) gespeichert und dienen für viele weitere Anwendungen wie die Revision der Roten Liste der gefährdeten Amphibien.

## Potenzial der erhobenen Daten
Systematisch durchgeführte Monitoringprogramme mit ausreichender Replikation entlang von ökologischen Gradienten gewinnen aus wissenschaftlicher, praktischer und politischer Sicht mehr und mehr an Bedeutung. Da sie auch für den Naturschutz und den Erhalt der natürlichen Ressourcen wichtig sind, wurden in den letzten Jahrzehnten europaweit zahlreiche Programme etabliert, die sich auf Dauerbeobachtungsflächen stützen (z. B. GLORIA, ReSurveyEurope). Generell sind Wiederholungen von Felderhebungen zu einem wichtigen Instrument geworden, um Veränderungen der Biodiversität festzustellen und Ursachen dafür zu erkennen, insbesondere wenn die Daten mit wichtigen Faktoren verknüpft werden können (z. B. Bewirtschaftung, Nährstoffeintrag oder extreme Wetterereignisse).
Die systematisch erhobenen Vegetationsdaten der Wirkungskontrolle Biotopschutz Schweiz wurden bereits für eine Vielzahl von wissenschaftlichen und praxisorientierten Publikationen verwendet. Die Daten sind auch über einschlägige Vegetationsdatenbanken wie das European Vegetation Archive (EVA) verfügbar und wurden zusammen mit Daten aus weiteren Ländern in zahlreichen internationalen Studien analysiert.